# Referenciação espacial segundo o método de Geoestatística
Referenciação espacial segundo o método de Geoestatística trata do formato dos dados vulgarmente aceites em software de modelação com geoestatística. Os dados vêm referenciados espacialmente implicando campos para as coordenadas X, Y e Z (a existir e, regra geral, com formato cartesiano) e para o fenómeno ou fenómenos em estudo. Na generalidade são aceites dois tipos principais de dados: dados em pontos e dados em malha. Os dados em pontos podem estar dispersos em qualquer localização e em qualquer quantidade e os dados em malha seguem a referenciação espacial específica da malha. Dado que a maioria dos utilizadores usa dados guardados em ficheiros ASCII este formato permite que se guarde apenas a informação necessária para que os programas (algoritmos) consigam calcular tudo o resto.

## Nota histórica
Embora o formato destes dados não seja especifico do campo da geoestatística foi popularizado por este juntamente com outras ciências associadas a sistemas de informação geográfica (GIS). O aumento da capacidade de processamento de computadores levou a que o interface entre utilizador e máquina fosse cada vez mais sofisticado e automatizado. No entanto e possivelmente devido ao facto de a geoestatística ser um capítulo recente na investigação em geociências ainda é habitual o utilizador recorrer a ficheiros ASCII dado a sua facilidade de manipulação com qualquer editor de texto (em oposição a ficheiros em linguagem binária).
A maioria dos softwares de geoestatística da década de 1990 apenas conseguia ler ficheiros em formato ASCII e só mais tarde, em grande parte devido ao surgimento dos pacotes ArcGIS, os formatos binários começaram a ser mais usados. Actualmente o software S-GeMS (possívelmente o software open-source de geoestatística mais utilizado a nível mundial) consegue interpretar ficheiros tanto em formato ASCII como binário.
Especificamente no campo da geoestatística o formato de ficheiro mais aceite é o popular GEO-EAS popularizado devido a ter sido dos primeiros softwares a ser produzido especificamente para esta ciência em 1983. Mais tarde a biblioteca em Fortran, GSLIB, continuou a utilizar as mesmas regras na leitura de dados.

## Dados em pontos
Abrindo um ficheiro de dados em pontos iremos encontrar algo como no exemplo que se segue (com formato GEO-EAS):
```
Amostras do estudo de contaminacao de solos
5
X         metros
Y         metros
Arsenio   ppm
Cadmio    ppm
Chumbo    ppm
288.0            311.0         .850        11.5        18.25
285.6            288.0         .630         8.50       30.25
273.6            269.0        1.02          7.00       20.00
280.8            249.0        1.02         10.7        19.25
273.6            231.0        1.01         11.2       151.5
276.0            206.0        1.47         11.6        37.50
285.6            182.0         .720         7.20       80.00
288.0            164.0         .300         5.70       46.00
292.8            137.0         .360         5.20       10.00
 ...              ...          ...           ...        ...
```

1. A primeira linha refere-se ao nome dos dados, título e outras informações importantes no projecto com um número máximo aconselhado de 80 caracteres.
2. A segunda linha refere-se ao número de variáveis incluindo as coordenadas espaciais (no exemplo representadas com X e Y).
3. As cinco linhas seguintes referem-se ao nome das variáveis (e também a unidade em que se encontram se bem que será escolha do utilizador; repare-se que se evitou a utilização de acentos ou outro tipo de símbolos dependentes da língua).
4. Finalmente após o cabeçalho a informação é disposta em colunas da primeira à última variável nomeadas anteriormente. A título de exemplo a primeira linha indica um ponto que está em X = 288, Y = 311, com concentração de Arsénio = 0.850, Cádmio = 11.5, e Chumbo = 18.25.

Existem algumas excepções. Softwares como por exemplo o GeoMS não lêem ficheiros com cabeçalho tendo o utilizador de introduzir a informação relativa às variáveis posteriormente. Neste caso apenas as colunas de informação estariam presentes no ficheiro:
```
288.0            311.0         .850        11.5        18.25
285.6            288.0         .630         8.50       30.25
273.6            269.0        1.02          7.00       20.00
280.8            249.0        1.02         10.7        19.25
273.6            231.0        1.01         11.2       151.5
276.0            206.0        1.47         11.6        37.50
285.6            182.0         .720         7.20       80.00
288.0            164.0         .300         5.70       46.00
292.8            137.0         .360         5.20       10.00
 ...              ...          ...           ...        ...
```

## Dados em malha regular
Ficheiros com dados em malha seguem as mesma regras de cabeçalho que os com dados em pontos (com formato GEO-EAS):
```
Estimacao da contaminacao de solos
3
Arsenio   ppm
Cadmio    ppm
Chumbo    ppm
 .850        11.5        18.25
 .630         8.50       30.25
1.02          7.00       20.00
1.02         10.7        19.25
1.01         11.2       151.5
1.47         11.6        37.50
.720         7.20       80.00
.300         5.70       46.00
.360         5.20       10.00
 ...           ...        ...
```

Repare-se que já não aparecem as colunas das coordenadas (embora possam aparecer se for essa a vontade do utilizador; repare também que este exemplo não deve ser comparado com os valores do anterior para os dados de pontos) devido ao facto de elas poderem ser calculadas pelo software ao assumir-se que se trata de um ficheiro de malha e não de pontos. É possível fazer isto porque a maneira como os dados estão organizados podem determinar a posição em que cada valor está. No exemplo seguinte mostra-se um ficheiro hipotético numa malha de três por três:
```
Exemplo de construção de malha
1
variavel de exemplo
1
2
3
4
5
6
7
8
9
```

Existe somente uma variável sem qualquer coluna de coordenadas mas sabemos que se trata de um exemplo bidimensional que se encaixa num malha de três por três. Assim dando prioridade a linhas de Y, e depois a de X (e finalmente de Z se for o caso) podemos encaixar esta variável na malha com nove posições.
| 7 | 8 | 9 |
| - | - | - |
| 4 | 5 | 6 |
| 1 | 2 | 3 |

O utilizador terá de saber em antemão qual o tamanho, ponto inicial e número de blocos nas três direcções para poder definir a malha no software.

## Discussão
Os dados em malha não precisam ser necessariamente regulares embora na maioria dos caso assim aconteça.